# Státní svátky Slovenska
Státní svátky Slovenska vymezuje zákon číslo č. 241/1993 Z. z., ve znění pozdějších předpisů. Kromě státních svátků tento zákon vymezuje také dny pracovního klidu a památné dny.

## Státní svátky
| Datum         | Český název                                    | Místní název                                    | Poznámka                                                     |
| ------------- | ---------------------------------------------- | ----------------------------------------------- | ------------------------------------------------------------ |
| 1. ledna      | Den vzniku Slovenské republiky                 | Deň vzniku Slovenskej republiky                 |                                                              |
| 5. července   | svátek svatého Cyrila a Metoděje               | sviatok svätého Cyrila a svätého Metoda         |                                                              |
| 29. srpna     | výročí Slovenského národního povstání          | výročie Slovenského národného povstania         |                                                              |
| 1. září       | Den Ústavy Slovenské republiky                 | Deň Ústavy Slovenskej republiky                 | není dnem pracovního klidu (od roku 2024)                    |
| 28. října     | Den vzniku samostatného československého státu | Deň vzniku samostatného česko-slovenského štátu | od roku 2021 (dříve památný den), není dnem pracovního klidu |
| 17. listopadu | Den boje za svobodu a demokracii               | Deň boja za slobodu a demokraciu                | od roku 2001 (dříve památný den)                             |

## Dny pracovního klidu
Kromě státních svátků a neděl jsou dny pracovního klidu také tyto svátky:
| Datum        | Český název                                                        | Místní název                                                           | Poznámka                        |
| ------------ | ------------------------------------------------------------------ | ---------------------------------------------------------------------- | ------------------------------- |
| 6. ledna     | Zjevení Páně (Tři Králové a vánoční svátek pravoslavných křesťanů) | Zjavenie Pána (Traja Králi a vianočný sviatok pravoslávnych kresťanov) |                                 |
|              | Velký pátek                                                        | Veľký piatok                                                           |                                 |
|              | Velikonoční pondělí                                                | Veľkonočný pondelok                                                    |                                 |
| 1. května    | Svátek práce                                                       | Sviatok práce                                                          |                                 |
| 8. května    | Den vítězství nad fašismem                                         | Deň víťazstva nad fašizmom                                             | od roku 1996, dříve památný den |
| 15. září     | Panna Maria Sedmibolestná                                          | Sedembolestná Panna Mária                                              | patronka Slovenska              |
| 1. listopadu | svátek Všech svatých                                               | sviatok Všetkých svätých                                               |                                 |
| 24. prosince | Štědrý den                                                         | Štedrý deň                                                             |                                 |
| 25. prosince | první svátek vánoční                                               | prvý sviatok vianočný                                                  |                                 |
| 26. prosince | druhý svátek vánoční                                               | druhý sviatok vianočný                                                 |                                 |

## Památné dny
Památné dny (pamätné dni) jsou dny pracovními.
| Datum        | Český název                                                               | Místní název                                                                 | Poznámka                                 |
| ------------ | ------------------------------------------------------------------------- | ---------------------------------------------------------------------------- | ---------------------------------------- |
| 6. března    | Den obětí pandemie covidu-19                                              | Deň obetí pandémie COVID-19                                                  |                                          |
| 25. března   | Den boje za lidská práva                                                  | Deň zápasu za ľudské práva                                                   | výročí svíčkové demonstrace              |
| 13. dubna    | Den nespravedlivě stíhaných                                               | Deň nespravodlivo stíhaných                                                  | výročí Akce K                            |
| 1. května    | Den vstupu Slovenské republiky do Evropské unie                           | Deň pristúpenia Slovenskej republiky k Európskej únii                        |                                          |
| 4. května    | výročí úmrtí M. R. Štefánika                                              | výročie úmrtia M. R. Štefánika                                               |                                          |
| 7. června    | výročí Memoranda národa slovenského                                       | výročie Memoranda národa slovenského                                         |                                          |
| 21. června   | Den odchodu okupačních vojsk sovětské armády z Československa v roce 1991 | Deň odchodu okupačných vojsk sovietskej armády z Česko-Slovenska v roku 1991 |                                          |
| 24. června   | Den památky obětí komunistického režimu                                   | Deň pamiatky obetí komunistického režimu                                     | zaveden zákonem č. 325/2020 Z. z.        |
| 5. července  | Den zahraničních Slováků                                                  | Deň zahraničných Slovákov                                                    |                                          |
| 17. července | výročí Deklarace o svrchovanosti Slovenské republiky                      | výročie Deklarácie o zvrchovanosti Slovenskej republiky                      |                                          |
| 4. srpna     | Den Matice slovenské                                                      | Deň Matice slovenskej                                                        |                                          |
| 10. srpna    | Den obětí báňských neštěstí                                               | Deň obetí banských nešťastí                                                  |                                          |
| 21. srpna    | Den obětí okupace Československa roce 1968                                | Deň obetí okupácie Česko-Slovenska v roku 1968                               |                                          |
| 9. září      | Den obětí holokaustu a rasového násilí                                    | Deň obetí holokaustu a rasového násilia                                      | od roku 2000                             |
| 19. září     | Den vzniku Slovenské národní rady                                         | Deň vzniku Slovenskej národnej rady                                          |                                          |
| 22. září     | Den boje proti nenávistným projevům na dětech                             | Deň boja proti nenávistným prejavom na deťoch                                |                                          |
| 6. října     | Den obětí Dukly                                                           | Deň obetí Dukly                                                              |                                          |
| 12. října    | Den samizdatu                                                             | Deň samizdatu                                                                |                                          |
| 27. října    | Den černovské tragédie                                                    | Deň černovskej tragédie                                                      |                                          |
| 29. října    | Den narození Ľudovíta Štúra                                               | Deň narodenia Ľudovíta Štúra                                                 | od roku 1996                             |
| 30. října    | výročí Deklarace slovenského národa                                       | výročie Deklarácie slovenského národa                                        | v roce 2018 jednorázovým státním svátkem |
| 31. října    | Den reformace                                                             | Deň reformácie                                                               |                                          |
| 30. prosince | Den vyhlášení Slovenska za samostatnou církevní provincii                 | Deň vyhlásenia Slovenska za samostatnú cirkevnú provinciu                    | od roku 1998                             |